# Furgoneta pequeña (PSA)
La furgoneta mediana de PSA es una serie de furgonetas fabricadas por el mencionado grupo automotor francés —que ahora forma parte de Stellantis—. Se trató de un nuevo concepto de utilitarios que fueron presentados en el año 1996. Las dos primeras generaciones se comercializaron bajo las dos marcas más importantes del Grupo PSA: Peugeot y Citroën. La tercera generación también se vende bajo las marcas Opel.
La furgoneta se ofrece en versiones de carga y pasajeros, combinando según el modelo establecido la cantidad de puertas laterales corredizas (una, dos o ninguna), con las aberturas traseras del área de carga (un portón enterizo de apertura pivotante hacia arriba o un portón de doble hoja de apertura pivotante hacia los costados). Originalmente, fue concebido para la marca Citroën con el fin de dar reemplazo al utilitario Citroën C15.
Fue el primer utilitario que viene en variante furgoneta (Berlingo/Partner furgón) y familiar (Berlingo Multispace/Partner Patagónica), presentando asimismo un diseño que lo diferenciaba de los vehículos comerciales medianos citados, ya que el mismo no estaba basado en un automóvil de turismo como tales competidores (tal es el caso de su antecesor el C15, cuya cabina derivaba del Citroën Visa), además de revolucionar el mercado de los utilitarios con su diseño que conjugaba en un solo volumen habitáculo y espacio de carga, un concepto más cercano a los utilitarios medianos. Este concepto sería el precursor de una nueva corriente de diseño en el sector utilitario, que más tarde sería imitado primeramente por el Renault Kangoo y luego por otros modelos como el Ford Courier. El modelo es un tracción delantera con motores delanteros trasversales.
A principios de 2008, el Groupe PSA lanzó una furgoneta más mediana como el Berlingo con los nombres Peugeot expert y citroen jumpy , las cuales fueron producidas mediante un acuerdo con la italiana Fiat, a través del fabricante turco TOFAŞ. El homólogo italiano de estas furgonetas fue bautizado como Fiat Fiorino, retomando la denominación de un clásico utilitario de la casa italiana y con una versión de pasajeros conocida como Fiat Qubo.
En el año 2008 fue presentada la segunda generación de los utilitarios Berlingo/Partner, los cuales son producidos a partir de ese año en la planta española de Vigo. Por su parte y luego del inicio de su producción en Argentina en el año 2002, la primera generación continúa su producción en la planta de El Palomar, presentado sus variantes de carga y de pasajeros. Estas últimas versiones son comercializadas bajo los nombres de Berlingo Multispace en el caso de Citroën, y Partner Patagónica en el caso de Peugeot.

## Partner I (1996–2008)
La primera generación de estos utilitarios comerciales fue presentada oficialmente en el Salón del Automóvil de París del año 1996 bajo el nombre de Peugeot Partner. El objetivo de PSA fue el de revolucionar el mercado del los utilitarios ligeros pequeños, los cuales en su mayoría presentaban diseños derivados de automóviles de turismo (por ejemplo, el Fiat Fiorino originalmente basado en el Fiat 147 y luego en el Fiat Uno), presentando el concepto del Berlingo cuyo diseño conjugaba en un solo volumen el habitáculo con el espacio de carga, asimilándose a los utilitarios medianos. 
La Partner de 1996 se volvió famosa por dos razones: primero porque fue la primera furgoneta con volumen integrado, y creó el segmento de los polivalentes con la versión Multispace que prioriza el uso familiar antes que la carga.   
El vehículo utilitario Peugeot Partner se presentó en el año 1999. Su singularidad radica en el hecho de las dimensiones de un automóvil de una clase de golf, que tenía la capacidad de carga de una camioneta comercial, con un espacioso habitáculo para 5 pasajeros y un enorme espacio de carga. Estructuralmente, el socio de la primera generación tenía mucho en común con el Peugeot 306, ya que ambos autos se hicieron en la misma base.  
Sin embargo, en aquel salón del automóvil Peugeot presentaría tres conceptos de diseño, basados todos en la futura plataforma Partner, los cuales fueron evaluados para su futura producción. Esos concept car presentaban distintas variantes de carrocería y fueron presentados bajo los siguientes nombres:
- Citroën Berlingo Coupé de Plage: Concept car desarrollado sobre la plataforma Berlingo como un vehículo biplaza, abierto en su parte trasera. Este concepto rememoraba al Citroën Mehari, un antiguo vehículo playero desarrollado por Citroën en los años 60. Este concepto presentaba como rasgo principal el diseño de su frente y un habitáculo para dos personas que caracterizaría a la dupla Berlingo/Partner una vez puesta en producción. En su parte trasera se ubicaba un amplio espacio abierto, atravesado por un barral en forma de arco.
- Citroën Berlingo Berline Bulle: Concept car desarrollado como un vehículo de transporte de pasajeros de 4 puertas. Este concepto estaba catalogado como un automóvil de turismo, debido a su diseño un tanto más pequeño que el del Coupé de Plage y a su diseño pensado para el transporte de pasajeros. Las líneas de este concepto rememoraban las del Citroën 2CV, desarrollado por Citroën en la década de los 40 como un coche de bajo costo y consumo, y con la misma finalidad del Berline Bulle.
- Citroën Berlingo Grand Large: Concept car de carrocería cerrada, presentado originalmente como vehículo de pasajeros de amplias dimensiones con habitáculo dispuesto de dos bancos delanteros y una fila de bancos en el medio, dejando un espacio en la parte trasera, para su destino como área de carga. Para su acceso al área de cabina fueron diseñados dos portones de apertura normal, más un portón enterizo pivotante hacia arriba para el área de carga. A todo esto, aún no contaba con un portón lateral corredizo para las plazas traseras. Su diseño sería finalmente el elegido por Citroën para la producción definitiva de los Citroën Berlingo y Peugeot Partner en todas sus versiones.
- Uno, denominado Grand Large, era muy similar a la versión de producción y solo mostraba un ambiente más suntuoso y equipamientos extra, como un techo corredizo de lona.

El concepto Berline Bulle era un coche pequeño pero espacioso respecto a los demás conceptos, el cual a pesar de no haber sido tenido en cuenta para su posterior desarrollo y producción, quedó catalogado como el precursor para el desarrollo del futuro Citroën C3. Finalmente, tras la presentación de estos conceptos, el único que terminaría siendo elegido y desarrollado sería el Berlingo Grand Large, el cual además de ser desarrollado para Citroën en versiones Combi (coche de carga) y Multispace (coche de pasajeros), fue también producido bajo la marca Peugeot, siendo denominado en este caso como Partner.
Los motores gasolina son un 1.1 litros de 60 CV, un 1.4 litros de 75 CV, un 1.8 litros de 90 CV, y un 1.6 litros de 110 CV; salvo este último, los otros son de dos válvulas por cilindro. Los diésel son un 1.9 litros atmosférico de 71 CV, un 1.6 litros de 75 o 92 CV y un 2.0 litros «HDi» de 90 CV, (El Berlingo fue uno de los primeros Citroën en incorporarlo), estos dos últimos con turbocompresor e inyección directa common-rail.
Durante la remodelación llevada a cabo en 2002, el Berlingo y el Partner recibieron un frontal completamente nuevo. Se rediseñó por completo el salpicadero, y la estructura de la celda de seguridad se vio sometida a un refuerzo, con más acero de alta resistencia. También recibió unos nuevos airbag laterales opcionales, de cabeza y tórax, integrados en el flanco de los respaldos; estas mejoras le hicieron poder conseguir 4 de las 5 estrellas otorgadas por el organismo EuroNCAP para protección de ocupantes. Ya que el primer modelo, sólo consiguió 3 estrellas en las pruebas del ADAC alemán (que son equivalentes). 

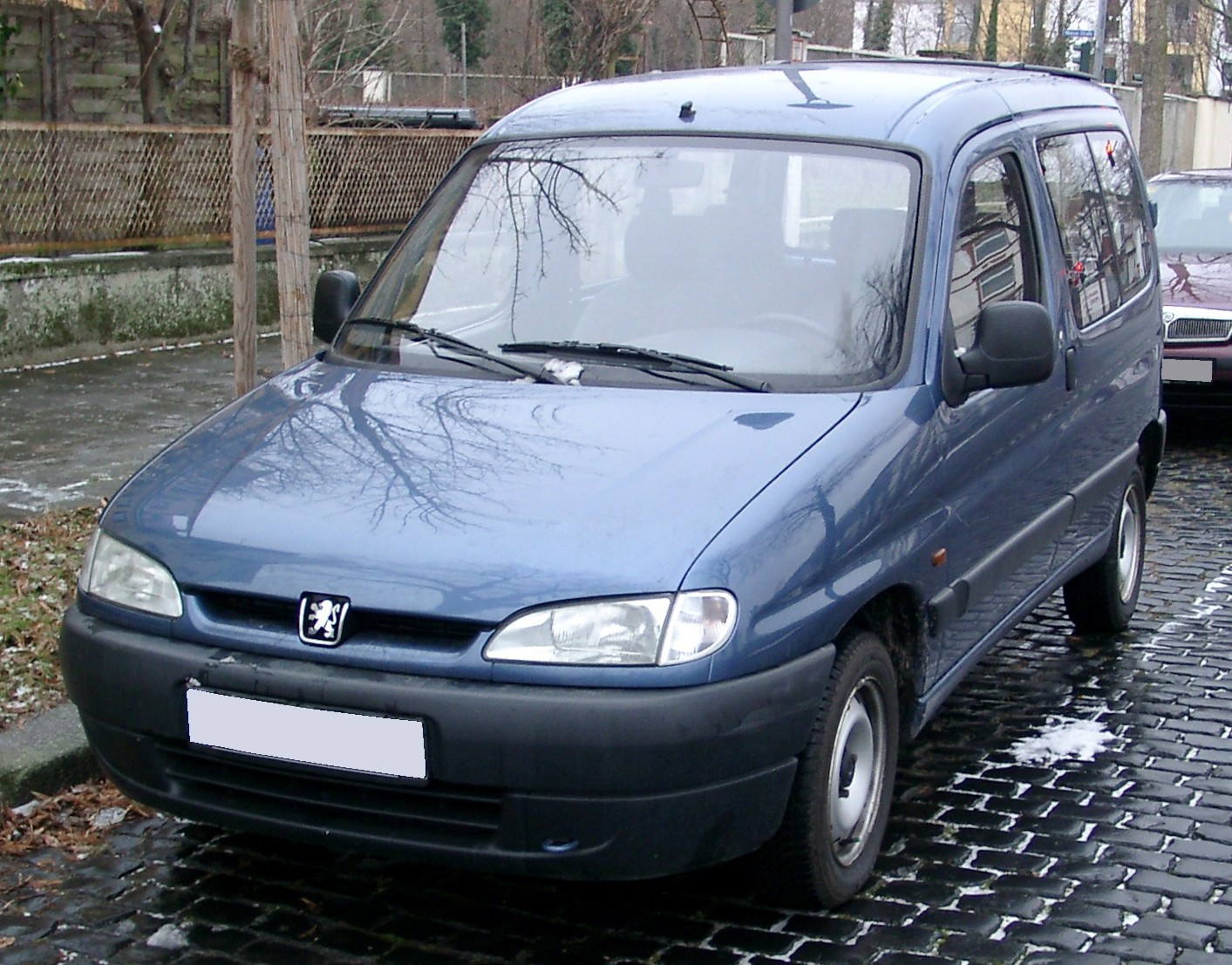
Primer diseño de frontal para el modelo Partner (1997-2002)
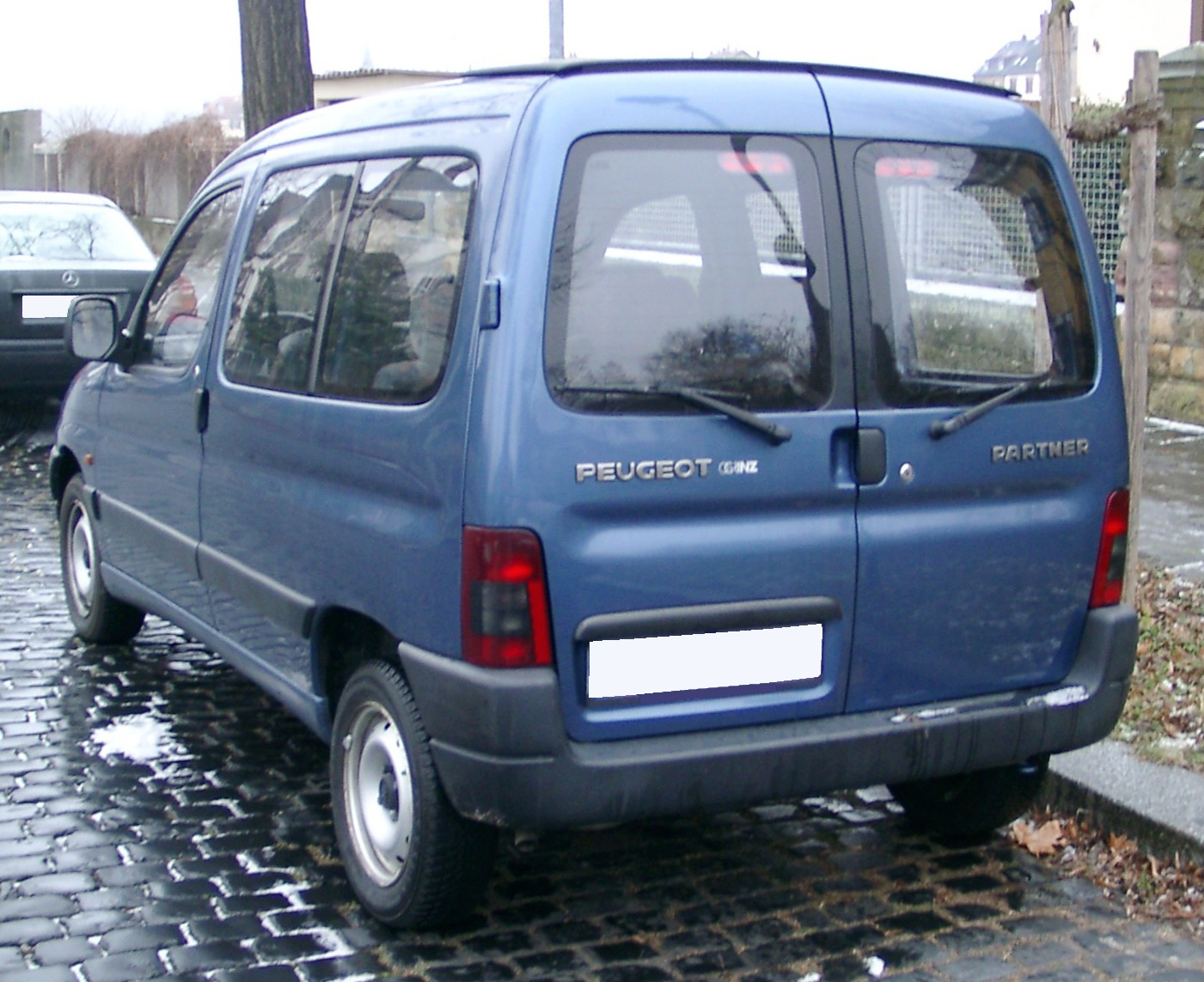
Vista trasera
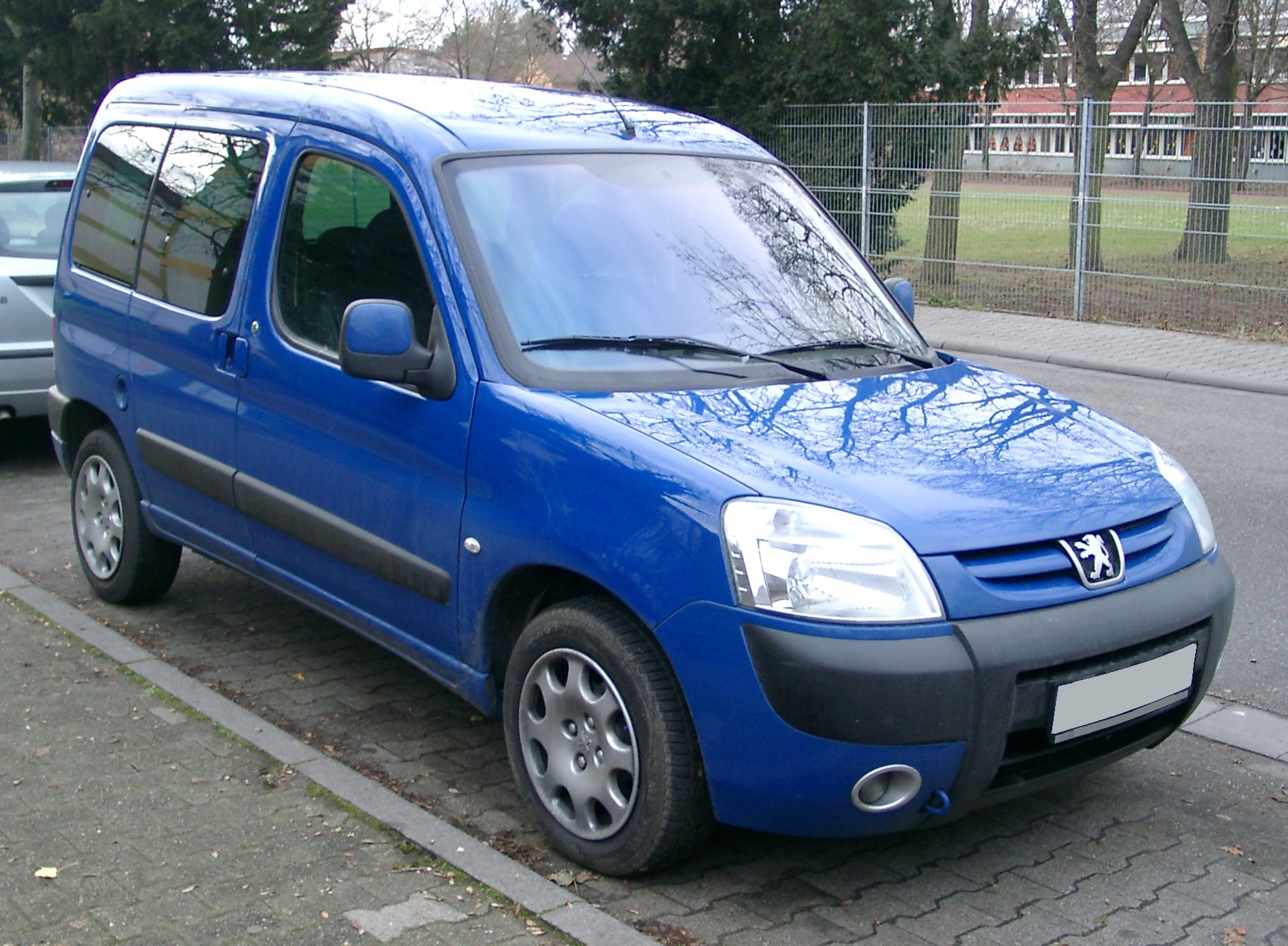
Rediseño del frontal del modelo Partner (2002–2008)
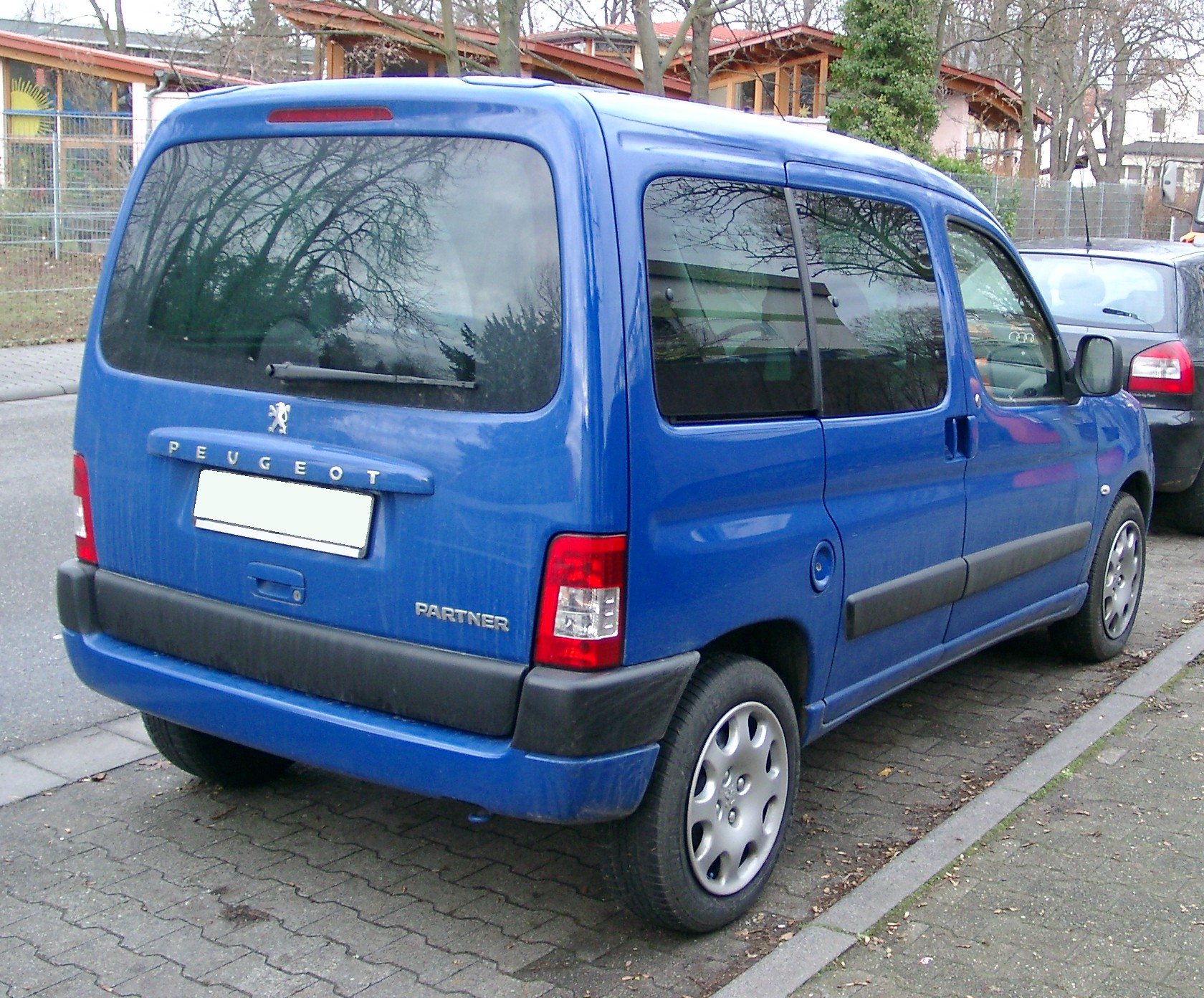
Vista trasera

### Mecánicas de gasolina
| Mecánica | Código del Motor | Cilindrada | Cilindros | Potencia (Cv/kW @ rpm) | Par Máximo (NM @ rpm) | Diámetro x Carrera | Años de producción | Notas                  |
| -------- | ---------------- | ---------- | --------- | ---------------------- | --------------------- | ------------------ | ------------------ | ---------------------- |
| 1.1i     | TU1 M/Z (HDZ)    | 1124 cc    | 4         | 60/44 @ 6200           | 88 @ 3800             | 72 x 69 mm         | 1999-2000          |                        |
| 1.4i     | TU3 M/Z (KDX)    | 1360 cc    | 4         | 75/55 @ 5500           | 111 @ 3400            | 75 x 77 mm         | 1996-2002          |                        |
| 1.4i     | TU3 JP (KFW)     | 1360 cc    | 4         | 75/55 @ 5500           | 120 @ 3400            | 75 x 77 mm         | 1997-2009          |                        |
| 1.4i GNC | TU3 JP           | 1360 cc    | 4         | 65/48 @ 5500           | 100 @ 3400            | 75 x 77 mm         | 2006-2009          | Gas Natural Comprimido |
| 1.8i     | XU7 JB (LFX)     | 1761 cc    | 4         | 90/66 @ 5000           | 147 @ 2600            | 83 x 81 mm         | 1997-2001          |                        |
| 1.6i 16V | TU5 JP4 (NFU)    | 1587 cc    | 4         | 110/81 @ 5750          | 147 @ 4000            | 78,5 x 82 mm       | 2000-2008          |                        |

### Mecánicas diésel
| Mecánica | Código del Motor | Cilindrada | Cilindros | Potencia (Cv/kW @ rpm) | Par Máximo (NM @ rpm) | Diámetro x Carrera | Años de producción | Notas |
| -------- | ---------------- | ---------- | --------- | ---------------------- | --------------------- | ------------------ | ------------------ | ----- |
| 1.8 D    | XUD7 Z           | 1769 cc    | 4         | 60/44 @ 4600           | 104 @ 2000            | 80 x 88 mm         | 1996-1999          |       |
| 1.9 D    | XUD9 Z (DJY)     | 1905 cc    | 4         | 69/51 @ 4600           | 120 @ 2000            | 83 x 88 mm         | 1996-1998          |       |
| 1.9 D    | DW8 (WJY/WJZ)    | 1868 cc    | 4         | 71/52 @ 4600           | 125 @ 2500            | 82,2 x 88 mm       | 1998-2006          |       |
| 1.6 HDi  | DV6 BTED4        | 1560 cc    | 4         | 75/55 @ 4000           | 170 @ 1750            | 75 x 88,3 mm       | 2005-2008          |       |
| 1.6 HDi  | DV6 ATED4        | 1560 cc    | 4         | 90/66 @ 4000           | 215 @ 1750            | 75 x 88,3 mm       | 2005-2008          |       |
| 2.0 HDi  | DW10 TD (RHY)    | 1997 cc    | 4         | 90/66 @ 4000           | 205 @ 1900            | 85 x 88 mm         | 1999-2006          |       |

### Mecánicas eléctricas
| Mecánica  | Potencia (Cv/kW) | Par Máximo (NM) | V.Max (km/h) | Autonomía (km) | Año de debut | Notas |
| --------- | ---------------- | --------------- | ------------ | -------------- | ------------ | ----- |
| Eléctrica | 38/28            | 180             | 95           | 95             | 1999         |       |

### Versión eléctrica

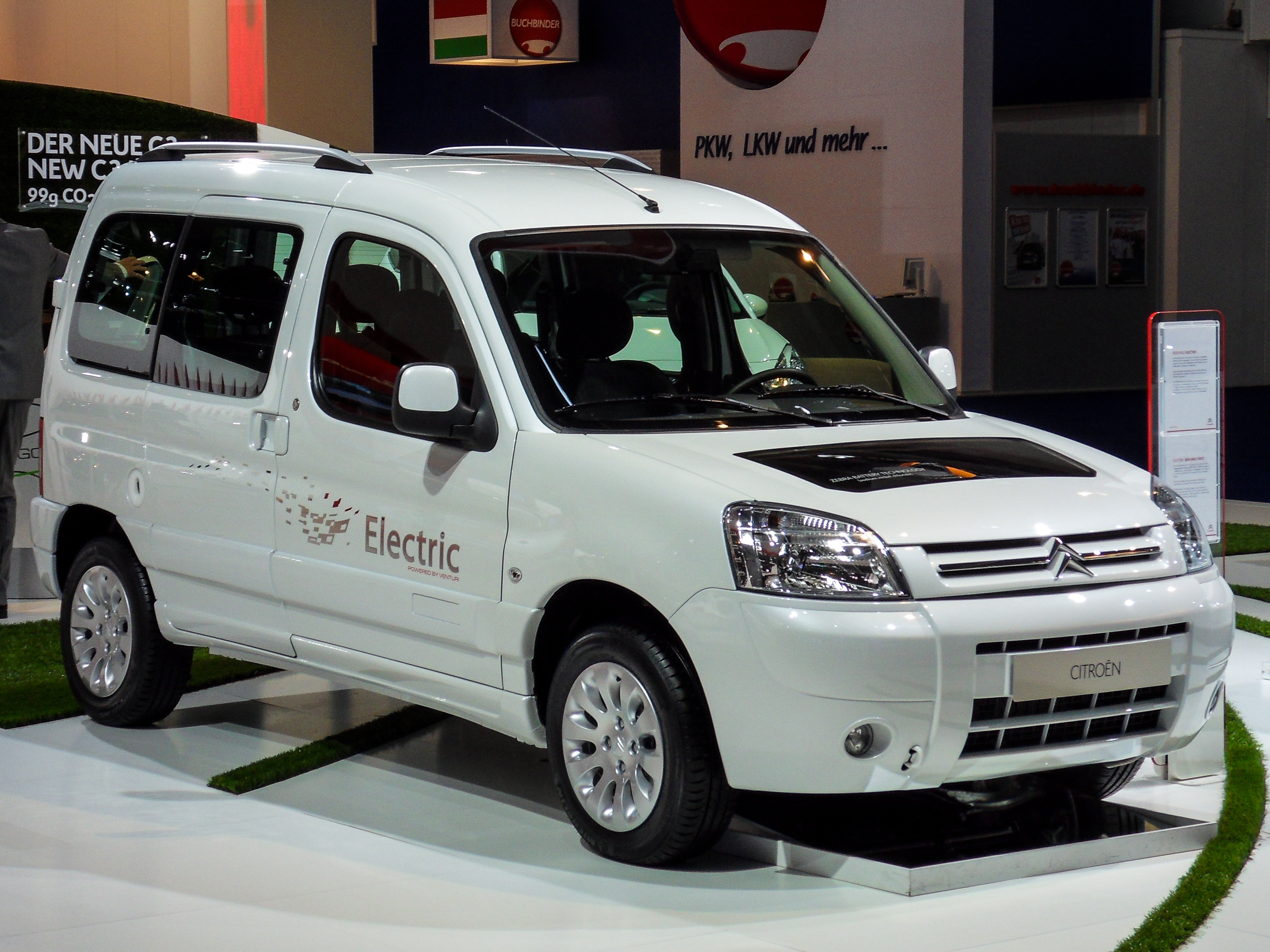
Citroën Berlingo I eléctrico.

Existe una versión eléctrica del Berlingo I, el Citroën Berlingo eléctrico, fabricado entre 1998 y 2005.
Tiene un motor de 28 kW, una velocidad máxima de 95 km/h y una autonomía de aproximadamente 100 km. 
Fue utilizado por el servicio de correos en Francia.

## Berlingo II / Partner II (2008-2018)
Dos modelos diferentes sustituyó a la primera generación de la Berlingo en 2008.
El más mediano, conocido como el Citroën Nemo, fue desarrollado en cooperación con Fiat y Tofas. Basado en la plataforma Fiat Grande Punto, que está construido en Turquía y también se comercializa como el Peugeot Bipper y Fiat Fiorino. El Peugeot y Citroën son casi idénticas; el Fiorino también tendrá un Fiat hizo con el motor diésel diferente. El Nemo se destina a ser más barato y más pequeño que el original de Berlingo.
Gracias al éxito obtenido, se lanzó la segunda generación en el año 2008. Tuvo un gran éxito la Berlingo y luego se lanzó la tercera generación. 
Lanzado en 1996 la Peugeot Partner ha tenido, tanto en su versión furgoneta como en su versión ludovolumen –mixta acristalada-, un inmenso éxito de ventas mundiales con un aumento regular de las mismas desde hace 11 años. La primera generación de Partner se seguirá comercializando en algunos países con una gama adaptada que toma el nombre de Partner Origin. 
La Berlingo II está diseñada por Gilles Vidal, se basa en la plataforma de PSA 2 (como el Citroën C4) y, por lo tanto, es un poco más grande y considerablemente más caro que su predecesor. La gama de motores es similar a otros modelos actuales del Groupe PSA. Las nuevas Berlingo y Partner se dieron a conocer oficialmente en enero de 2008, primero la Berlingo en el mercado europeo en abril de 2008, seguido por el Partner en mayo de 2008.
Tanto la Berlingo como la Partner de segunda generación se fabrican en la planta de Vigo en España, Mangualde en Portugal, mientras que en la planta El Palomar, Argentina continúa en fabricación el restyling de la primera generación.
La segunda generación del Berlingo, solamente tienen un único motor de gasolina «VTi» de 95 y 120 CV,con cuatro válvulas por cilindro. El diésel es también solo un 1.6 litros HDi de 75, 92 o 120 CV, con turbocompresor e inyección directa common-rail.

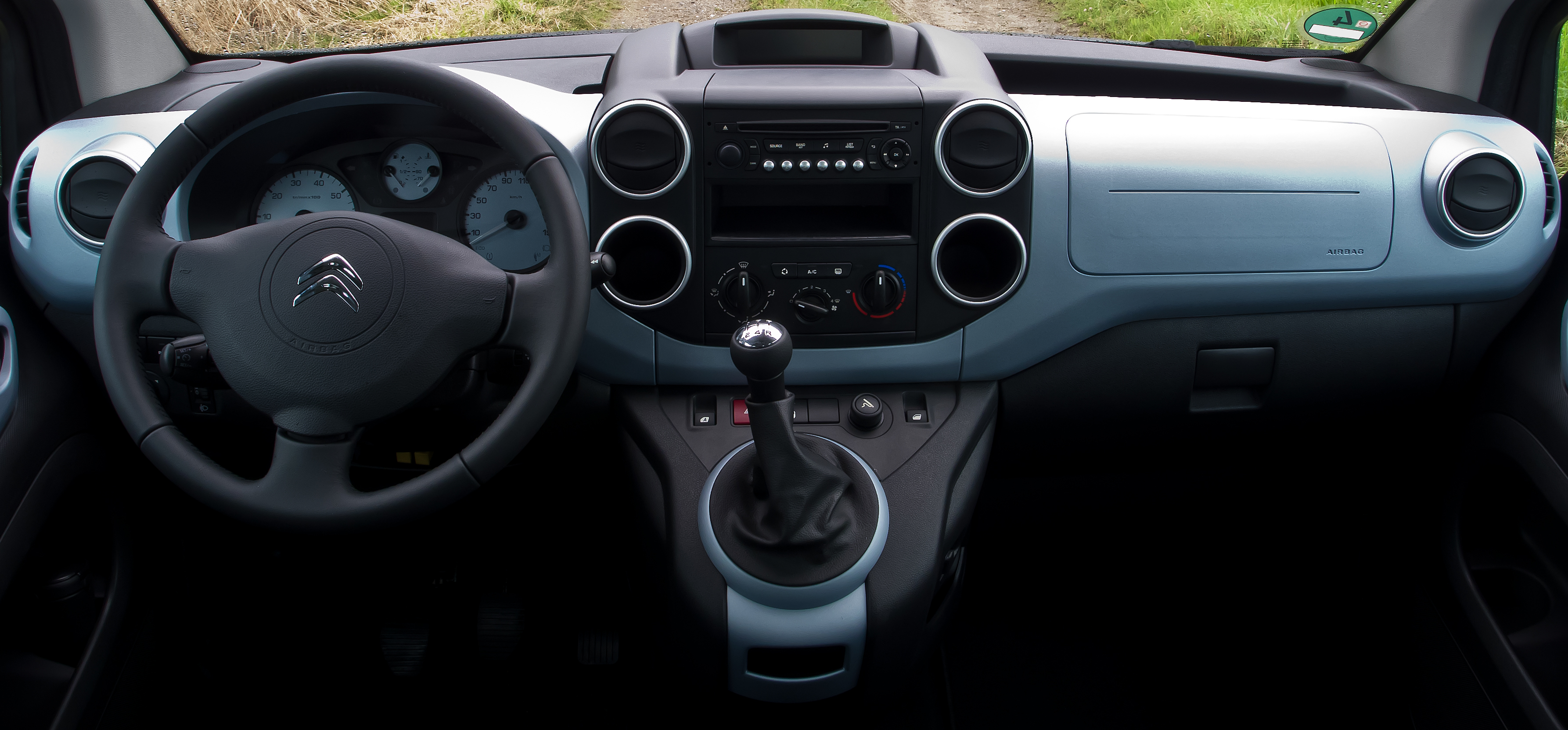
Interior de la Berlingo.
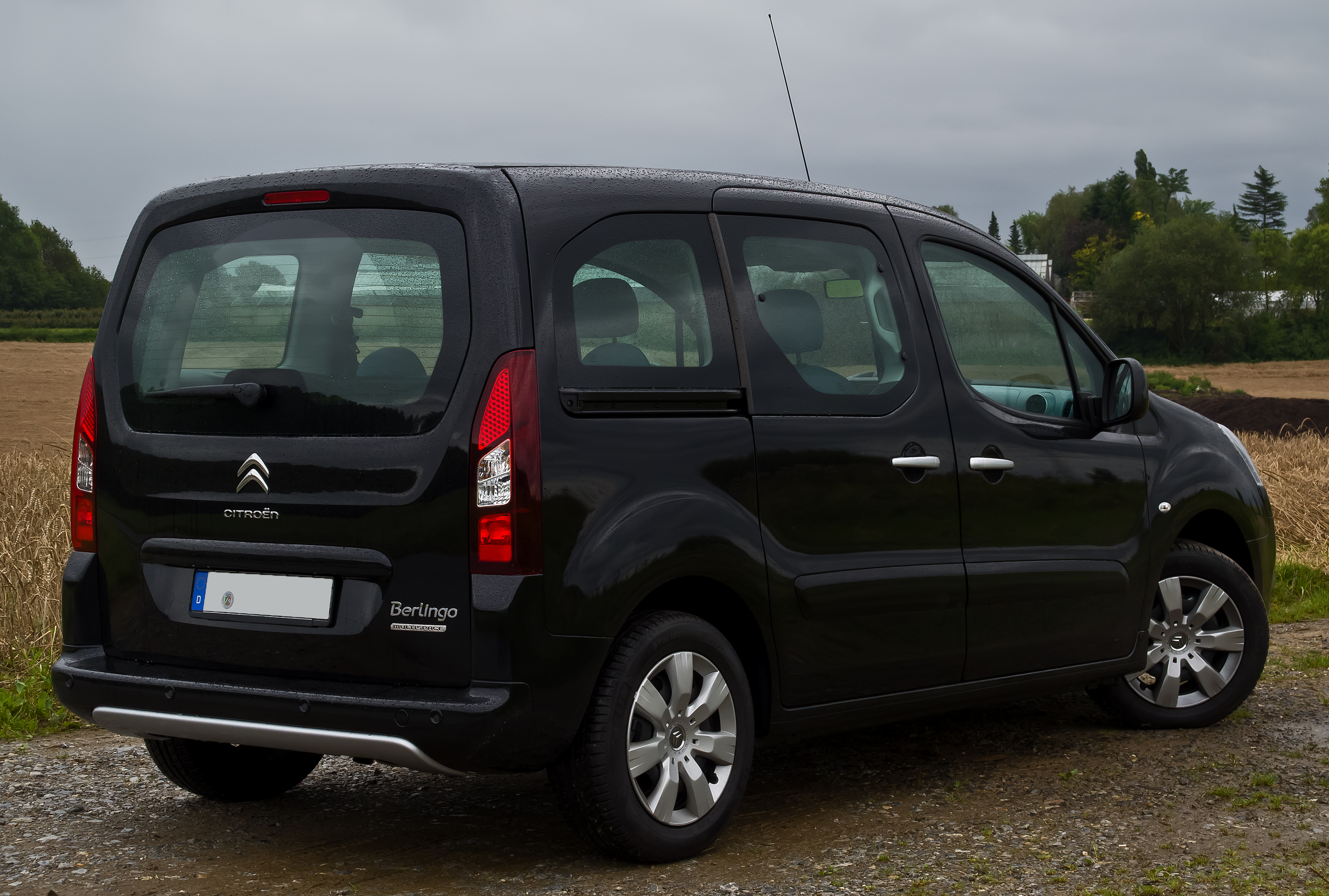
Vista trasera de la Berlingo II.
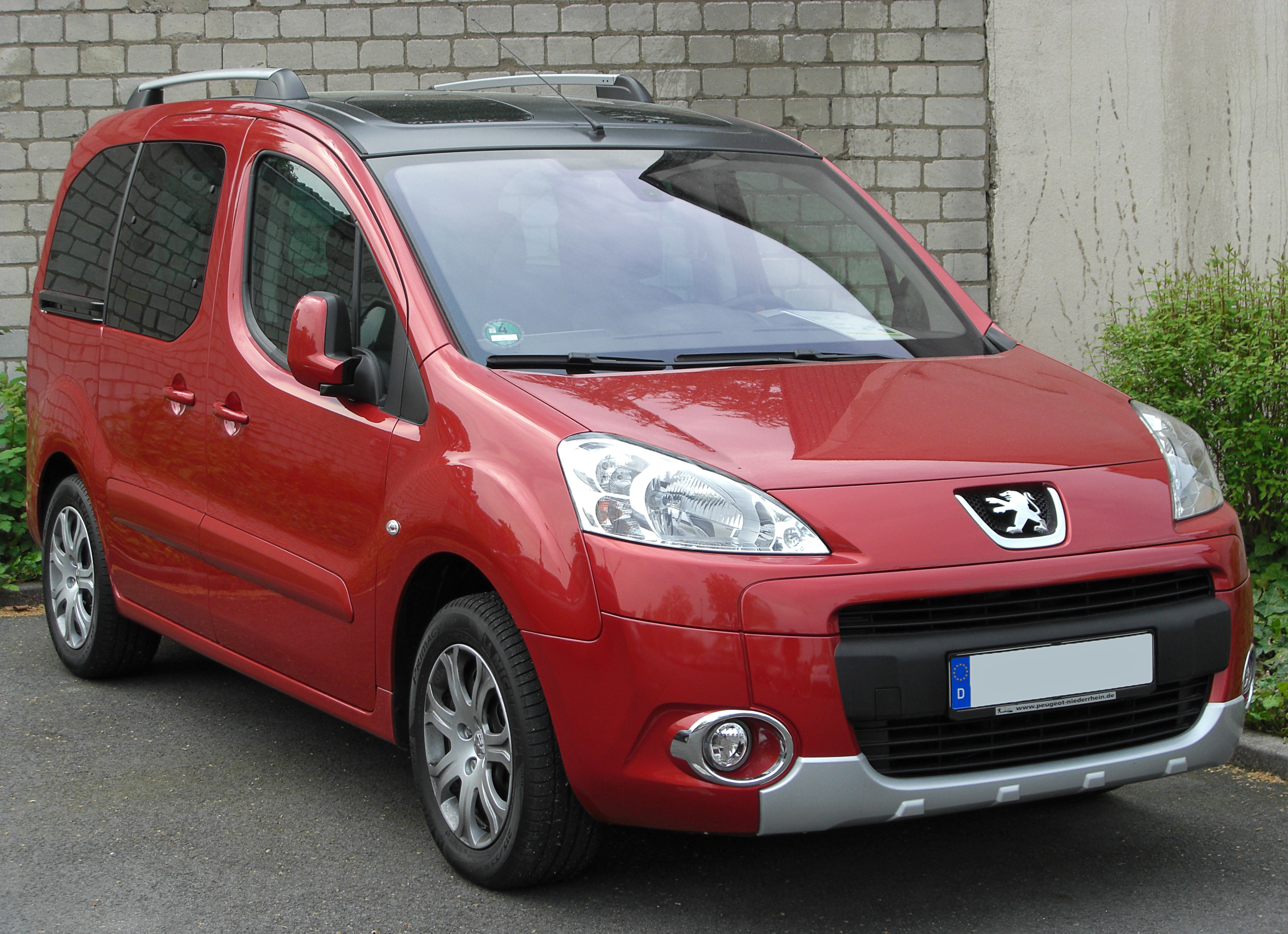
Peugeot Partner II.
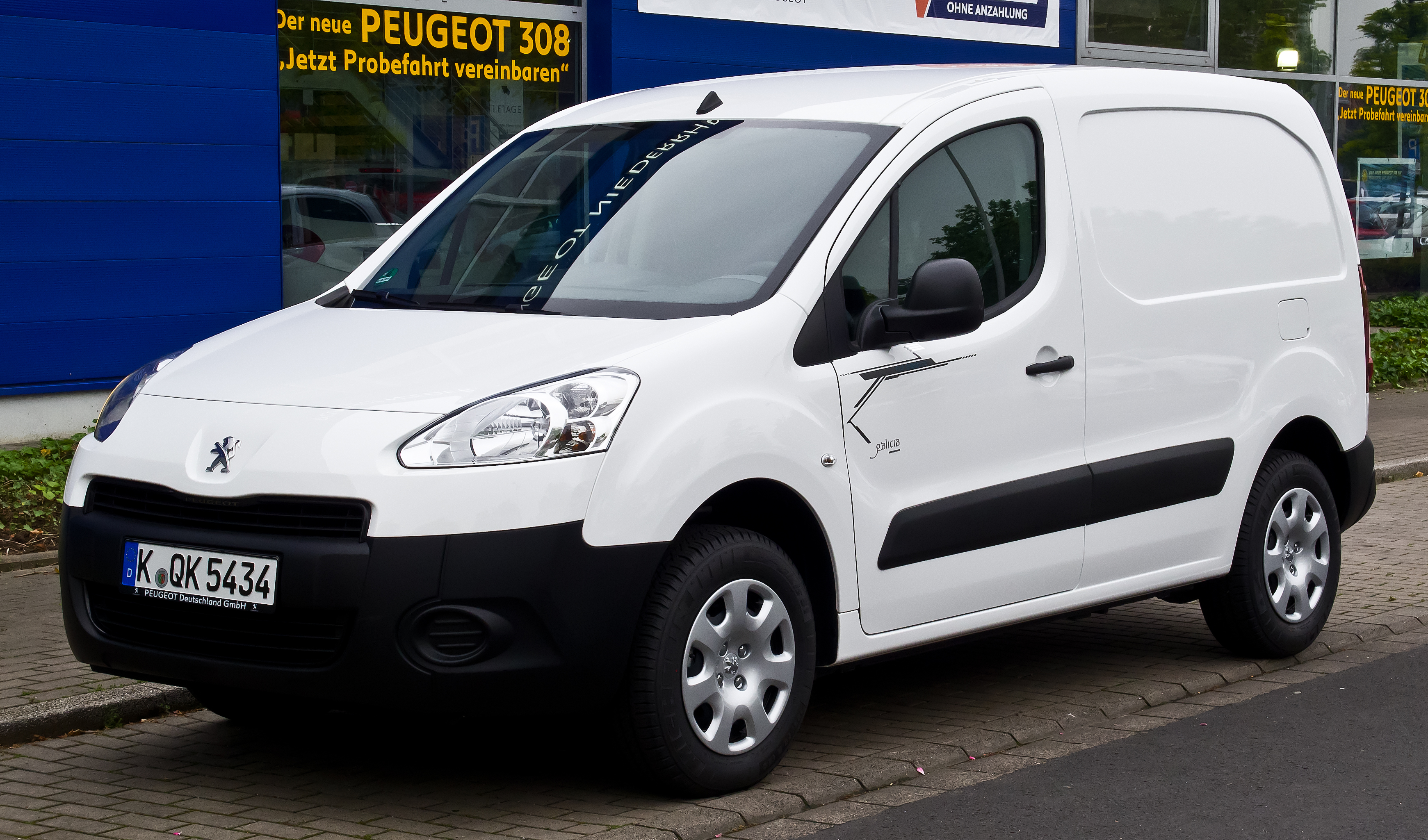
Facelift Peugeot Partner.
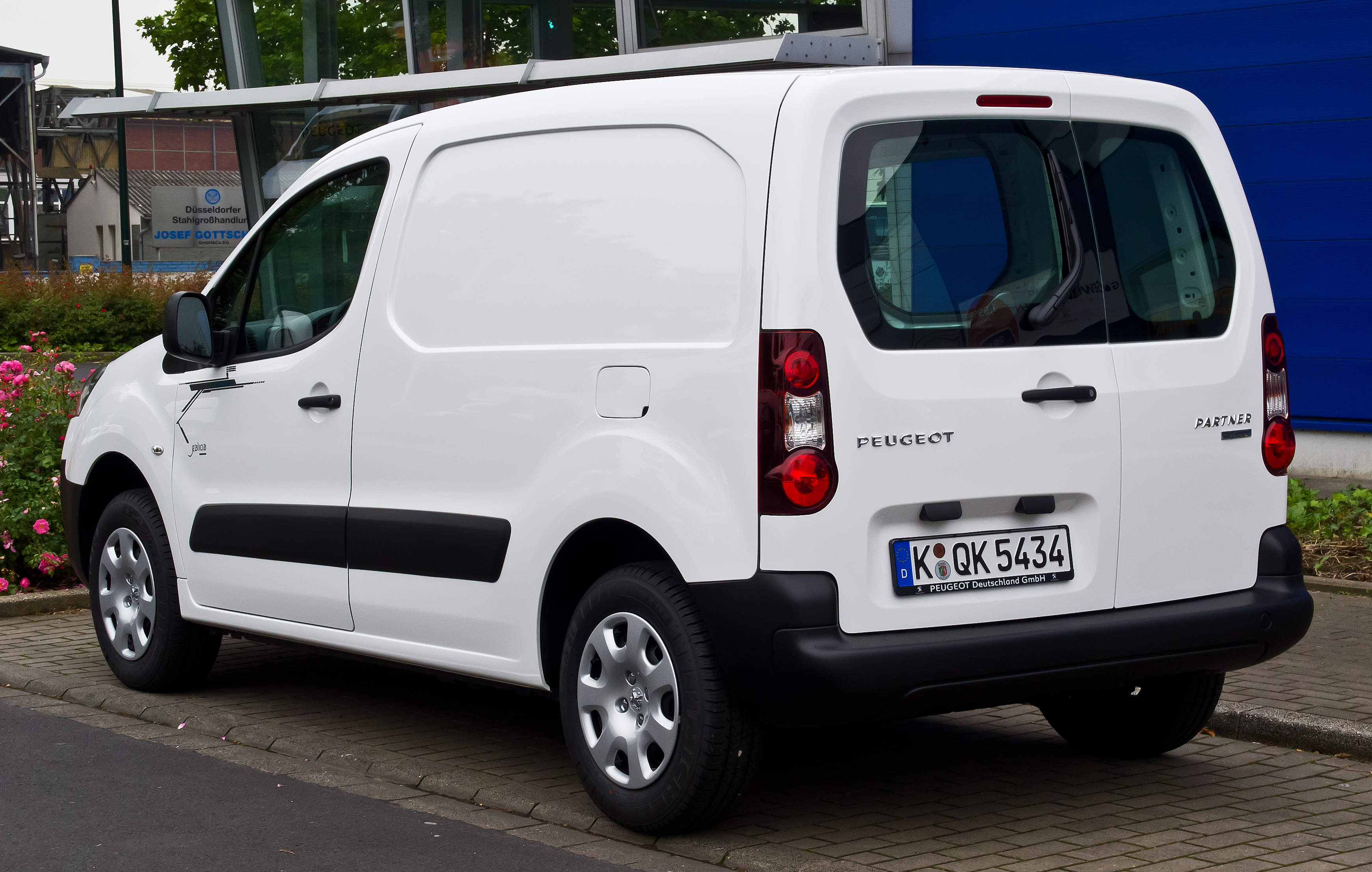
Vista trasera Peugeot Partner.

México todavía vende esta generación junto con el socio original, al igual que algunos otros países, como del Grand Raid y Partner Origin.[cita requerida]

### Motorizaciones
| Periodo                        | 2016-presente                                 | 2008-2010             | 2008-2010             | 2010-presente         | 2010-presente         |                       |                       |                       |                       |                       |                       |                       |                       |                       |                       |
| Identificación del motor       | EB2 DT                                        | TU5 JP4               | TU5 JP4               | EP6                   | EP6                   |                       |                       |                       |                       |                       |                       |                       |                       |                       |                       |
| Tipo de motor                  | L3 12v, inyección directa, turbo, intercooler | L4 16v                | L4 16v                | L4 16v                | L4 16v                |                       |                       |                       |                       |                       |                       |                       |                       |                       |                       |
| Diámetro x carrera             | 75.0 mm × 90.5 mm                             | 78.5 mm × 82.0 mm     | 78.5 mm × 82.0 mm     | 77.0 mm × 85.8 mm     | 77.0 mm × 85.8 mm     |                       |                       |                       |                       |                       |                       |                       |                       |                       |                       |
| Cilindrada                     | 1199 cm³                                      | 1587 cm³              | 1587 cm³              | 1598 cm³              | 1598 cm³              |                       |                       |                       |                       |                       |                       |                       |                       |                       |                       |
| Relación de compresión         | 10.5: 1                                       | 11.0: 1               | 11.0: 1               | 11.0: 1               | 11.0: 1               |                       |                       |                       |                       |                       |                       |                       |                       |                       |                       |
| Potencia máxima: CV (kW) @ rpm | 110 CV (81 kW) @ 5500                         | 90 CV (66 kW) @ 5800  | 110 CV (80 kW) @ 5750 | 98 CV (88 kW) @ 6000  | 120 CV (88 kW) @ 6000 |                       |                       |                       |                       |                       |                       |                       |                       |                       |                       |
| Par máximo: Nm @ rpm           | 205 Nm @ 1500                                 | 132 Nm @ 2500         | 147 Nm @ 4000         | 153 Nm @ 3000         | 160 Nm @ 4250         |                       |                       |                       |                       |                       |                       |                       |                       |                       |                       |
| Tracción                       | Delantera                                     | Delantera             | Delantera             | Delantera             | Delantera             | Delantera             | Delantera             | Delantera             | Delantera             | Delantera             | Delantera             | Delantera             | Delantera             | Delantera             | Delantera             |
| Transmisión                    | Manual, 5 velocidades                         | Manual, 5 velocidades | Manual, 5 velocidades | Manual, 5 velocidades | Manual, 5 velocidades | Manual, 5 velocidades | Manual, 5 velocidades | Manual, 5 velocidades | Manual, 5 velocidades | Manual, 5 velocidades | Manual, 5 velocidades | Manual, 5 velocidades | Manual, 5 velocidades | Manual, 5 velocidades | Manual, 5 velocidades |
| Peso                           | 1320 kg                                       | 1320 kg               | 1330 kg               | 1350 kg               | 1330 kg               |                       |                       |                       |                       |                       |                       |                       |                       |                       |                       |
| Aceleración 0–100 km/h         | 12.2 s                                        | 15.3 s                | 13.5 s                | 15.3 s                | 14.4 s                |                       |                       |                       |                       |                       |                       |                       |                       |                       |                       |
| Velocidad máxima               | 180 km/h                                      | 159 km/h              | 169 km/h              | 162 km/h              | 177 km/h              |                       |                       |                       |                       |                       |                       |                       |                       |                       |                       |
| Consumo combinado (L/100 km)   | 5.1                                           | 8.2                   | 7.1                   | 8.2                   | 7.3                   |                       |                       |                       |                       |                       |                       |                       |                       |                       |                       |

| Periodo                        | 2008-2015                                                  | 2008-2010                                                  | 2008-2010                                                  | 2010-2015                                                 | 2010-2015                                                 | 2012-2015                                                 | 2015-presente                                             | 2015-presente                                             | 2015-presente                                             |
| Identificación del motor       | DV6 BTED4                                                  | DV6 ATED4                                                  | DV6 TED4                                                   | DV6 DTED                                                  | DV6 CTED                                                  | DV6 CTED                                                  | DV6 FETED                                                 | DV6 FDTED                                                 | DV6 FCTED                                                 |
| Tipo de motor                  | L4 16v, inyección directa, common-rail, turbo, intercooler | L4 16v, inyección directa, common-rail, turbo, intercooler | L4 16v, inyección directa, common-rail, turbo, intercooler | L4 8v, inyección directa, common-rail, turbo, intercooler | L4 8v, inyección directa, common-rail, turbo, intercooler | L4 8v, inyección directa, common-rail, turbo, intercooler | L4 8v, inyección directa, common-rail, turbo, intercooler | L4 8v, inyección directa, common-rail, turbo, intercooler | L4 8v, inyección directa, common-rail, turbo, intercooler |
| Diámetro x carrera             | 75.0 mm × 88.3 mm                                          | 75.0 mm × 88.3 mm                                          | 75.0 mm × 88.3 mm                                          | 75.0 mm × 88.3 mm                                         | 75.0 mm × 88.3 mm                                         | 75.0 mm × 88.3 mm                                         | 75.0 mm × 88.3 mm                                         | 75.0 mm × 88.3 mm                                         | 75.0 mm × 88.3 mm                                         |
| Cilindrada                     | 1560 cm³                                                   | 1560 cm³                                                   | 1560 cm³                                                   | 1560 cm³                                                  | 1560 cm³                                                  | 1560 cm³                                                  | 1560 cm³                                                  | 1560 cm³                                                  | 1560 cm³                                                  |
| Relación de compresión         | 17.6: 1                                                    | 17.6: 1                                                    | 17.6: 1                                                    | 16.0: 1                                                   | 16.0: 1                                                   | 16.0: 1                                                   | 16.0: 1                                                   | 16.0: 1                                                   | 16.0: 1                                                   |
| Potencia máxima: CV (kW) @ rpm | 75 CV (55 kW) @ 4000                                       | 90 CV (66 kW) @ 4000                                       | 109 CV (80 kW) @ 4000                                      | 92 CV (68 kW) @ 4000                                      | 112 CV (82 kW) @ 3600                                     | 114 CV (83 kW) @ 3600                                     | 75 CV (55 kW) @ 3750                                      | 99 CV (73 kW) @ 3500                                      | 120 CV (88 kW) @ 3500                                     |
| Par máximo: Nm @ rpm           | 185 Nm @ 1750                                              | 215 Nm @ 1750                                              | 240 Nm @ 1500                                              | 230 Nm @ 1750                                             | 240 Nm @ 1500                                             | 240 Nm @ 1500                                             | 230 Nm @ 1750                                             | 254 Nm @ 1750                                             | 300 Nm @ 1750                                             |
| Tracción                       | Delantera                                                  | Delantera                                                  | Delantera                                                  | Delantera                                                 | Delantera                                                 | Delantera                                                 | Delantera                                                 | Delantera                                                 | Delantera                                                 |
| Transmisión                    | Manual, 5 velocidades (6 velocidades en motor HDI 120)     | Manual, 5 velocidades (6 velocidades en motor HDI 120)     | Manual, 5 velocidades (6 velocidades en motor HDI 120)     | Manual, 5 velocidades (6 velocidades en motor HDI 120)    | Manual, 5 velocidades (6 velocidades en motor HDI 120)    | Manual, 5 velocidades (6 velocidades en motor HDI 120)    | Manual, 5 velocidades (6 velocidades en motor HDI 120)    | Manual, 5 velocidades (6 velocidades en motor HDI 120)    | Manual, 5 velocidades (6 velocidades en motor HDI 120)    |
| Peso                           | 1330 kg                                                    | 1325 kg                                                    | 1355 kg                                                    | 1335 kg                                                   | 1350 kg                                                   | 1350 kg                                                   | 1335 kg                                                   | 1355 kg                                                   | 1350 kg                                                   |
| Aceleración 0–100 km/h         | 17.1 s                                                     | 14.3 s                                                     | 12.5 s                                                     | 14.3 s                                                    | 12.5 s                                                    | 12.1 s                                                    | 15.1 s                                                    | 12.4 s                                                    | 11.5 s                                                    |
| Velocidad máxima               | 152 km/h                                                   | 161 km/h                                                   | 173 km/h                                                   | 162 km/h                                                  | 173 km/h                                                  | 173 km/h                                                  | 156 km/h                                                  | 166 km/h                                                  | 176 km/h                                                  |
| Consumo combinado (L/100 km)   | 5.7                                                        | 5.7                                                        | 5.6                                                        | 5.3                                                       | 5.3                                                       | 5.3                                                       | 4.3                                                       | 4.3                                                       | 4.4                                                       |

## Berlingo III / Partner III (Rifter)/ Combo IV / Doblò III (K9) (2018-presente)

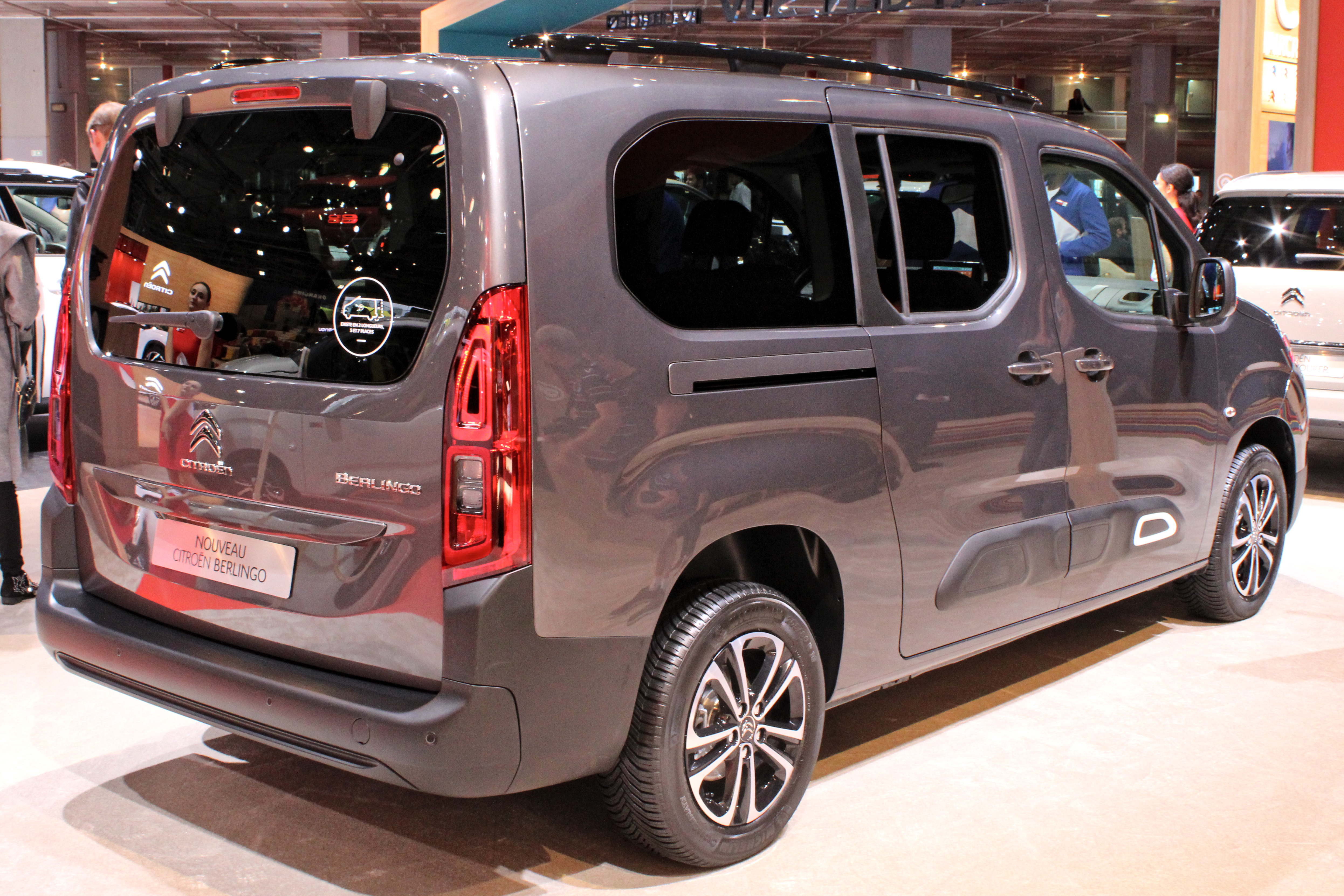
Citroën Berlingo XL.

En 2018 se presenta la tercera generación del Citroën Berlingo, mientras que la versión de pasajeros de Peugeot pasa a denominarse Peugeot Rifter.
Es la tercera generación del conocidisimo utilitario Berlingo, se presentó en Europa antes de su debut mundial, se presenta en el salón de Ginebra del año 2018. Reemplaza a la segunda generación lanzada en 2008 que jamás llegó a Argentina. 
Peugeot dio a conocer en Europa la tercera generación de la Partner que... ¡no se llamará Partner! Después de más de veinte años, al menos la versión de pasajeros pasará a denominarse Rifter.
En 2018 se ha presentado la cuarta generación del Opel Combo, desarrollada bajo el paraguas del Grupo PSA dentro del proyecto denominado K9, fruto del cual se han lanzado tres modelos prácticamente idénticos: Opel Combo, Peugeot Rifter y Citroën Berlingo.
La furgoneta también se lanzó bajo la marca alemana Opel, que pasó a pertenecer al Grupo PSA, con la denominación Opel Combo. En 2019 se añadió como cuarta a la japonesa Toyota, denominándose Toyota ProAce City.

## Prototipos
- Citroën Berlingo Coupé de Plage (1996) Salón de París
- Berlingo Bulle (1996)
- Berlingo Grand Large (1996)
- Berlingo Grand Angle (1997)
- Berlingo Calao (1998)
- En el marco de la Semana por la Inclusión y el Día Internacional de las Personas con Discapacidad, el cual fue el pasado 3 de diciembre, Stellantis presentó el prototipo Citroën Berlingo TPMR. Este prototipo es fruto de la colaboración entre Stellantis y el Instituto Nacional de Tecnología Industrial (INTI).